# Treppendorf (Burgebrach)
Treppendorf ist ein Gemeindeteil des Marktes Burgebrach im oberfränkischen Landkreis Bamberg in Bayern.

## Geografie
Nachbarorte des Kirchdorfes sind im Norden Burgebrach, im Nordosten Försdorf, im Südosten Hirschbrunn und Oberköst, im Südwesten Reichmannsdorf und im Westen Dippach.

## Geschichte
Bis zur Eingemeindung nach Burgebrach am 1. Januar 1972 war Treppendorf eine Gemeinde. In der Denkmalliste sind sieben Objekte in Treppendorf eingetragen.

## Wirtschaft
In Treppendorf ist das Musikhaus Thomann ansässig, das weltweit größte Versandhaus für Musikinstrumente mit rund 1600 Mitarbeitern.